# معین‌الدین محمد اسفزاری
معین‌الدین محمد زمجی اسفزاری از تاریخ نگاران، دانشمندان و خوشنویسان عصر تیموری در قرن نهم هجری است؛ که در برخی منابع به اشتباه تاریخ حیاتش را قرن دهم ذکر کرده‌اند.
وی مؤلف کتاب روضات الجنات فی تاریخ مدینة هرات است که آن را در سال ۹–۸۹۷ هـ. ق. تألیف کرده و به سلطان حسین بایقرا تقدیم کرد. این کتاب که تاریخی است از شهر هرات وقایع را تا سال ۸۷۵ هـ. ق. ذکر کرده‌است.
معین الدین اسفزاری در خط تعلیق یا ترسل نیز مهارت داشته و به شغل انشاء نامه‌ها و منشورهای دولتی مشغول بوده و رساله‌ای هم در این باره تألیف کرده‌است. افزون بر آن دستی هم در شاعری و علوم ادبی زمانه داشته‌است.

## زندگی
معین الدین محمد اسفزاری از آغاز جوانی دراسفزار آغاز به کسب علم و هنر نمود و نزد استادان زمان به تحصیل پرداخت اما از سال ۸۷۳ به هرات رفت و از محضر نورالدین عبد الرحمن جامی عارف و شاعر پر آوازه بهره برد.
او مدتی بعد درسن ۲۳ سالگی در دیوان خواجه مجد الدین محمد، وزیر سلطان حسین بایقرا، به منشی گری مشغول شد. وی درهرات مهارت خود را در علوم گوناگون چون صرف و نحو، منطق، معانی و بیان، زبان و ادبیات عرب، فقه حنفی، تفسیر و احادیث، زبان و ادبیات فارسی و هراتی و ترکی جغتایی و قواعد انشاء و علم تاریخ و جغرافیا و هنرهایی چون شعر و خوشنویسی و نیز مختصری هیئت و نجوم و طب و موسیقی تکمیل کرد.
هنگامی که معین الدین محمد زمجی اسفزاری هنوز در اسفزار به تحصیل مشغول بود، درزمان سلطان ابوسعید تیموری، مولانا شرف الدین عبد القهار متخلص به شریف که ازدانشمندان روزگار بود از آنجا گذشت و معین الدین را ملاقات کرد. مولانا شرف الدین به بدیهه این شعر را گفت: دارد نشانی از بهشت آب و هوای اسفزار؛ معین الدین اسفزاری نیز درپاسخ وی چنین سرود: اکنون زیمن مقدمت دارد به جنت افتخار 
افزون بر عبد الرحمن جامی که اولین استاد عرفانی او در هرات بود، معین الدین محمد با دانشمندانی چون محمد فرهی، میرخواند امیر علیشیر نوایی، مولانا عبد الواسع نظامی (منشی ومورخ)، شیخ عبدالله دیوانه (خوشنویس)، خواجه غیاث‌الدین ده‌دار (ندیم سلطان حسین بایقرا) معاصر و همنشین بوده‌است.
معین الدین محمد زمجی اسفزاری عمده عمر خود را در زمان سلطان حسین بایقرا تیموری گذراند و از حمایت قوام الدین نظام الملک وزیر برخوردار بود. از سال ۸۹۷ خواجه قوام الدین نظام الملک به وزارت سلطان حسین بایقرا رسید و اسفزاری به خدمت او درآمد. به فرمان وی کتاب «روضات الجنات فی اوصاف مدینه هرات» را درتاریخ شهرهرات شروع به تألیف کرد. هدف وزیر هم خدمت به شاه و هم جاویدان کردن اثری بوده‌است از نویسنده‌ای دانا وادیبی کامل. گویا اسفزاری نیز از مدت‌ها پیش درچنین اندیشه‌ای بوده‌است. اسفزاری درصد افزودن کتاب دیگری در ادامه شرح وقایع کتاب روضات الجنات بوده‌است که به‌دلیل نا آرامی‌های ناشی از کشته شدن خواجه قوام الدین نظام الملک در ۹۰۳ هـ ق این کارصورت نپذیرفت.

## مشاغل
معین الدین محمد زمجی اسفزاری منشی دربار سلطان بایقرا و تحت حمایت وزیر وی قوام الدین نظام الملک بود. وی پیش از قوام الدین، در خدمت خواجه مجد الدین محمد (وزیر سابق سلطان حسین بایقرا) بوده‌است. از این رو امیر علیشیر نوایی (وزیر بعدی سلطان حسین) که با خواجه قوام الدین نظام الملک نزاع سیاسی داشته، تنها به ذکر نامی از معین الدین اسفزاری اکتفا نموده‌است. اسفزاری در دربار سلطان بایقرا تا آنجا ترقی کرد که نشان شاهی راکه مهر رسمی دربار سلطنت بود و به وی سپرده بودند.
معین الدین محمد زمجی اسفزاری منشی صاحب ذوقی بوده‌است و در انشای مترسل ایرانی نسبت به ایرانیان معاصر خود شیوه‌ای ساده‌تر و روانتر را برگزیده بود. چنان‌که نثر او از منشیان معاصر وی همچون مولانا حسین واعظ کاشفی نویسنده انوار سهیلی و مولانا کمال الدین عبد الواسع نظامی و وقایع نگاری که سجع و قافیه‌های بسیاری در نثر به‌کار می‌برد، نثری ساده‌تر داشته‌است.
از نظر مذهبی گویا وی به فقه حنفی گرایش داشته و در این زمینه از کودکی آموزشهایی را کسب کرده بود و علاقه‌ای در حد تعصب به مذهب خود ابراز می‌کرد؛ و شیعیان آن زمان را خارج از دین می‌دانست. با این وجود در همه جای کتاب خود به اولاد علی، به‌ویژه علی بن موسی‌الرضا همانند یک شیعه خالص، ارادت می‌ورزید. از این گذشته، وی در راه سلوک و عرفان از مریدان شیخ عبد الرحمن جامی نیز به‌شمار می‌رود.
معین الدین محمد اسفزاری افزون بر منشی‌گری، به شاعری و خطاطی نیز می‌پرداخت. او در خط تعلیق یا ترسل مهارت داشت و بیشتر اوقات در هرات به تعلیم قواعد این هنر مشغول بود. وی درمدارس هرات نیز به عنوان استاد به تدریس اشتغال داشته‌است. شعرهای او بر زبان مردم هرات جاری بود. او اشعاری در مدح سلطان حسین بایقرا، مرثیه شیخ عبد الرحمن جامی، رباعی، غزلیات، قصاید و مثنویاتی سروده و به «نامی» تخلص می‌کرده‌است. از اشعار اوست:
ز سرمه است آنکه می‌بینی به چشم هر پری پیکر
که از غوغای چشمش می‌کند خاک سیه بر سر

## آثار
- ترسل و منشات: که رساله‌ای است دربارهٔ آیین نگارش نامه‌ها. رک:تصحیح نسخه خطی ترسل و منشات اسفزاری. بهمن علامی، استاد راهنما:دکتر محمد حکیم آذر-دانشگاه آزاد اسلامی واحد شهرکرد. مرداد۱۳۹۰.(پایان‌نامه)
- روضات الجنات فی اوصاف مدینه هرات: که دنباله تاریخ نامه هرات اثر سیف بن محمد بن نعقوب هروی (سیفی هروی) که وقایع هرات را در (۷۲۱–۶۱۸ ه ق) توصیف کرده، به‌شمار می‌رود.[۲] این کتاب تاریخ هرات را تاسال ۸۷۵ ه ق در بر دارد و در ۲۶ روضه فصل بندی شده‌است و در آن اطلاعاتی است که در منابع دیگر نیامده است. گرچه بیشتر مطالب آن تکرار گفته‌های مورخین معاصر پیشین از جمله ابواسحق احمد بن یاسین، شیخ عبد الرحمن نامی، سیفی هروی و ربیعی پوشنگی است، اما بخش آخر کتاب منحصر به دیده‌ها و شنیده‌های مورخ است و روش نگارش کتاب نیز یکی از بهترین و روانترین نمونه‌های نثر فارسی درقرن نهم می‌باشد. مطالب کتاب شامل ۲۶ روضه یا فصل است که روضه‌های هفتم تا دهم دربارهٔ اخبار ملوک آل کرت و ذکر بلاد و ابنیه و مزارات و عمران خراسان و هرات در عهد تیموری است. کتاب مزبوز تاریخ هرات را زمان تصرف آنجا توسط سلطان حسین بایقرا در بر دارد. همچنین اطلاعات جالبی دربارهٔ رجال خراسان و هرات درضمن مطالب کتاب آمده‌است.[۳]